# Riesenmaulhai
Der Riesenmaulhai (Megachasma pelagios) ist neben Walhai und Riesenhai eine der drei zurzeit bekannten Haiarten, die sich von Kleinstlebewesen ernähren. Seit seiner Entdeckung im Jahre 1976 ist er die einzige Art in der nur aus einer Gattung bestehenden Familie der Riesenmaulhaie.
Bis zum November 2004 wurden weniger als 25 Exemplare gesichtet und bis heute nur wenige davon wissenschaftlich untersucht. Daher ist über die Biologie, den Lebensraum und das Verhalten dieser Fische nur wenig bekannt. Das bisher längste vermessene Exemplar war ein 5,63 m langes Weibchen, das am 19. April 2004 bei Ichihara in der Bucht von Tokio tot an Land gespült wurde, das kleinste ein am 13. März 2004 in Sumatra gefangenes Männchen von 1,77 m Länge.
Die bisherigen Sichtungen im Atlantik, im Pazifik und im östlichen Indischen Ozean, von denen die meisten vor Kalifornien und rund um die japanischen Inseln stattfanden, legen nahe, dass es sich beim Riesenmaulhai um einen weltweit verbreiteten Bewohner der wärmeren Ozeane handelt.

## Merkmale

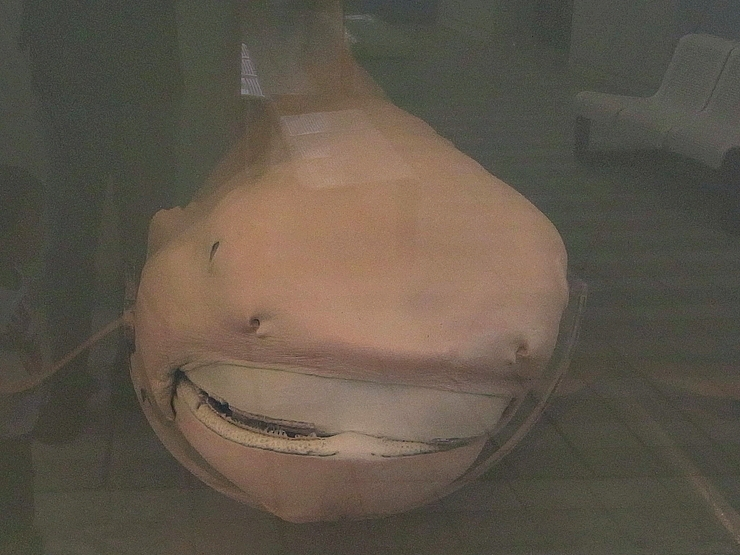
Kopf und Maul eines konservierten Riesenmaulhais

Sein Körper ist kaulquappenartig geformt. Auffälligstes Merkmal, dem der Riesenmaulhai seinen Namen verdankt, ist sein verhältnismäßig großer, rundlicher Kopf mit seiner sehr kurzen Schnauze und dem großen Maul. Die Farbe des Rückens ist ein schwärzliches Braun, der Bauch ist bleich gefärbt. Der Riesenmaulhai hat zwei Rückenflossen und eine asymmetrische Schwanzflosse.

## Verbreitung, Verhalten und Ernährung

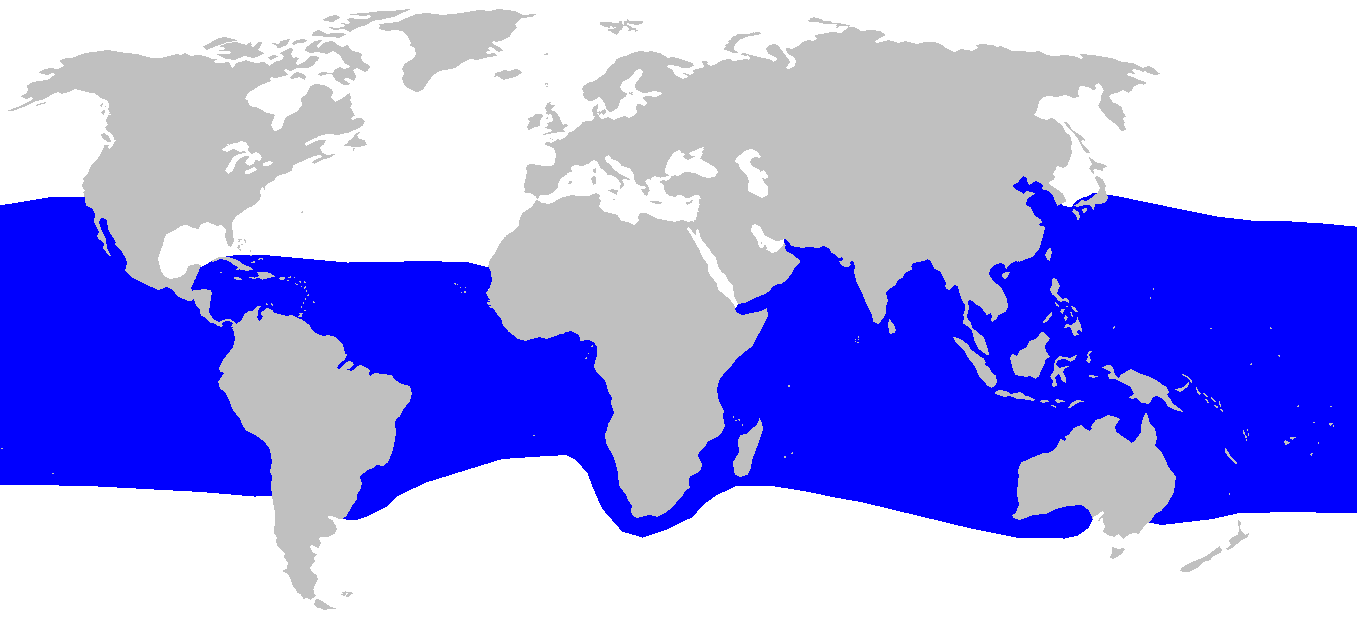
Vermutliche Verbreitung

Die beschriebenen Sichtungen und Fänge legen eine weltweite Verbreitung nahe, auch wenn bis zum Jahr 2004 kein Exemplar im westlichen Indischen Ozean gesehen wurde und im Atlantik bisher nur von der senegalesischen, der brasilianischen und der südafrikanischen Küste einzelne Exemplare nachgewiesen sind.
Die Sichtungen erwachsener, paarungsbereiter Männchen vor der kalifornischen Küste im Oktober 1990, 1999 und 2001 legen den Schluss nahe, dass dort im Herbst Paarungen der Riesenmaulhaie stattfinden.
Die Untersuchung des Mageninhalts von toten Tieren ergab, dass die Hauptnahrung des Riesenmaulhaies aus Krill besteht. Anders als der Riesenhai, der das planktonhaltige Wasser lediglich passiv filtert, kann der Riesenmaulhai (wie auch der Walhai) aktiv Wasser einsaugen und filtrieren. Ob auch kleinere Fische auf seinem Speiseplan stehen, ist nicht bekannt.
Als sich am 21. Oktober 1990 vor dem kalifornischen Dana Point ein fast fünf Meter langes Männchen in einem Treibnetz verfangen hatte, gelang es erstmals, ein lebendes Exemplar zu fotografieren, zu filmen und mit Sendern versehen wieder in die Freiheit zu entlassen. Bei dieser telemetrischen Untersuchung konnten Erkenntnisse über das vertikale tägliche Wanderverhalten des Hais in der Wassersäule des Ozeans gewonnen werden. So verbrachte dieses Tier die Nacht in einer Tiefe von rund 15 und den Tag in Tiefen von etwa 150 Metern. Es wurde vermutet, dass der Fisch dabei seiner Hauptnahrung Krill folgte, das ebenfalls in diesem Rhythmus die Wasserschichten wechselt.

## Entdeckung
Es ist ungewiss, inwieweit der Riesenmaulhai für Erzählungen von Meeresungeheuern, die als Mischung aus Wal und Hai beschrieben werden, verantwortlich ist. Der erste gesicherte Fang eines Riesenmaulhais, der zur Beschreibung der Art führte, war am 15. November 1976 vor Oʻahu, Hawaii, wo die Mannschaft eines US-amerikanischen Forschungsschiffes ein 4,46 m langes Männchen an Bord holte, das sich in einer Treibleine verbissen hatte. Das Tier wurde gründlich untersucht und wird mittlerweile im Bernice P. Bishop Museum in Honolulu aufbewahrt. Im Jahr 2017 filmte ein Taucher einen Riesenmaulhai vor Komodo.

## Belege
1. ↑  Jürgen Westhauser: Riesenmaulhai, Megamouth (Megachasma pelagios) | Fischlexikon. WESO GmbH, abgerufen am 18. August 2021.
2. ↑  Sascha Tegtmeyer: Sensationelle Aufnahmen: Taucher filmt Riesenmaulhai in Komodo. In: TAUCHEN.de. 6. August 2017, abgerufen am 18. August 2021.